# SWITCH (the★tambourinesのアルバム)
『SWITCH』（スイッチ）は、the★tambourinesの3枚目のミニアルバム（通算7枚目のアルバム）。

## 内容
冒頭にあるタイトル曲「SWITCH」はエフエム愛媛『JOEU POWER TRACKS』の9月度のタイアップソングで、それまでの楽曲タイトルの中で大文字に統一した唯一の曲となった。「high jumper」はスニーカーショップ「SteP」のイメージソング。それまでのthe★tambourinesらしさへのこだわりをリセットして作ったアルバムであることから、松永安未は「タンバリンズらしさを意識せず、自由な発想でデジタルな音やループ、シンセなど躊躇なく取り入れ一層のポップさを増した」と、麻井寛史は「生の音をシンセサウンドなど浮遊感で包んだ様な、それでいてちょっと体を動かしたくなる様なリズムを感じてもらえれる」とコメントしている。

## 収録曲
1. SWITCH
2. きみとのランドスケープ
3. ヘッドフォン
4. reason
5. high jumper
6. 夜空につづく道

作詞：松永安未 作曲・編曲：麻井寛史（全曲）

## 参加ミュージシャン
- 大賀好修（OOM・Sensation） - ギター